# 沈启贤
沈启贤（1911年6月—2010年1月24日），谱名沈继禹，陕西省汉阴县双乳铺乡凉水泉人。中国人民解放军开国少将。

## 生平
生于一个富裕中农家庭。全家祖父母下15口人，6间瓦房，水田旱地二、三十亩。8岁在本村读私塾。14岁在县立高级小学读书，学生只出伙食费，每人每个月一斗米、一块银元，其他一切费用都是由县教育局支付。1937年2月经军团长徐海东和团政委李雪三介绍，沈启贤、何振亚同时加入了中国共产党。
抗日战争时期，赴延安入抗日军政大学三期学习，后任抗大四期教员训练队队长。赴前线任八路军第一一五师第三四四旅教导营营长，八路军第一二九师新编第四旅参谋长，新四军第三师第十旅参谋长、新四军第三师第十旅第二十九团团长，苏北军区淮海军分区第一支队支队长，新四军第三师司令部参谋处处长。
抗战胜利后，新四军第三师赴东北。师长黄克诚派师参谋处长沈启贤和第八旅副旅长胡继成率侦察连、骑兵排等组成先遣队，先行出发，为主力部队探明情况。后任吉江军区参谋长，北满松江军区第四军分区司令员、东北民主联军独立第五师师长，东北人民解放军第十二纵队第三十六师师长，第四野战军第四十九军第一四七师师长，第一四五师师长。
中华人民共和国成立后，任第三十九军参谋长参加抗美援朝战争。中朝人民空军联合司令部参谋长，1952年创建南京军事学院空军系任副主任、主任，1957年率空军系到北京创办空军学院任副院长。文革时期下放陕西宝鸡三机部212厂蹲点劳动。1975年任空军军政干部学校校长兼党委书记。1979年空军军政干校恢复为空军学院建制，沈启贤任空军学院副院长直至1983年正兵团职离休。
1955年，授予中国人民解放军少将。三级“八一”勋章、二级独立自由勋章、一级解放勋章。第五届全国人民代表大会代表。